# Anas albogularis
El cerceta de Andamán (Anas albogularis) es una especie de ave anseriforme de la familia Anatidae.

## Distribución
Es endémico de las islas Andamán y de las islas Coco, pertenecientes a la India y a Birmania, respectivamente.

## Estado de conservación
Está amenazada por la pérdida de hábitat.